# ボンバーマン ライブ
『ボンバーマン ライブ』（Bomberman Live）は、2007年7月18日にXbox Live Arcadeで配信開始されたハドソンのXbox 360用アクションゲーム。

## 概要
通常のボンバーマン同様爆弾を使ってブロックを破壊する。自分好みのボンバーマンを作成することができる。
また、オンライン対戦が可能で、オンラインでは人数が最大8人になる。
従来のルールに加え、以下のモードがあるほか、アリ地獄（はまると一定時間動けなくなる）のある「ロストワールド」や、乗るとワープする床が仕掛けられている「スペースアウト」といったステージもある。
ペイントボム
爆風を受けた床がキャラクターの色になり、その範囲を競う陣取り合戦。
ゾンビモード
ペイントボムの要素に加え、爆風を受けてもアウトにならない。

## ボンバーマンウルトラ
『ボンバーマンウルトラ』は2009年6月18日にハドソンがプレイステーション3専用ゲームソフトとして配信開始した。上記のボンバーマンライブの要素を受け継いでいる。

## Bomberman LIVE: Battlefest
『Bomberman LIVE: Battlefest』は2009年12月8日にXbox Live Arcadeで配信開始された。Bomberman Liveの続編。